# Kustrzebka drobnotrzonowa
Kustrzebka drobnotrzonowa (Peziza micropus Pers.) – gatunek grzybów z rodziny kustrzebkowatych (Pezizaceae).

## Systematyka i nazewnictwo
Pozycja w klasyfikacji według Index Fungorum: Peziza, Pezizaceae, Pezizales, Pezizomycetidae, Pezizomycetes, Pezizomycotina, Ascomycota, Fungi.
Po raz pierwszy opisał go w 1800 r. Christiaan Hendrik Persoon i nadana przez niego nazwa jest aktualna. Ma 15 synonimów. Niektóre z nich:
- Aleuria micropus (Pers.) Gillet 1886
- Galactinia micropus (Pers.) Svrček 1962
- Plicaria micropus (Pers.) Bánhegyi 1939[2].

## Morfologia
Askokarp
Typu apotecjum w postaci płytkiej miseczki o średnicy od 1 do 5 cm. Powierzchnia wewnętrzna (hymenialna) gładka, ochrowa, powierzchnia zewnętrzna nieco jaśniejsza i drobnoziarnista lub mączna. Brzeg wywinięty do góry, krótki i cienki trzon jest zwykle zagłębiony w drewnie i nie jest widoczny bez wykopania części otaczającego podłoża. Miąższ bez wyraźnego zapachu i smaku.
Askospory
Elipsoidalne, gładkie, 15–17 × 8,5–9,5 µm.
Gatunki podobne
Jest około 100 gatunków kustrzebek i są morfologicznie podobne. Pewne określenie gatunku zwykle nie jest możliwe tylko na podstawie cech makroskopowych i konieczne jest badanie mikroskopowe.

## Zasięg występowania i siedlisko
Występuje w Ameryce Północnej, Europie i Azji, pojedyncze stanowiska podano także w Republice Południowej Afryki i na jednej z wysp Oceanu Atlantyckiego. W Polsce M.A. Chmiel w 2006 r. przytoczyła kilkanaście stanowisk, w późniejszych latach podano następne.
Grzyb saprotroficzny rozwijający się na martwym drewnie drzew liściastych, zwłaszcza na drewnie buków i wiązów.

## Znaczenie
Grzyby workowe o miseczkowatych owocnikach zwykle uważa się za niejadalne.